# Jean-Charles-Alphonse Avinain
Jean-Charles-Alphonse Avinain dit Davinain, connu sous les pseudos de « la Terreur de Gonesse », « Le boucher de Clichy-la-Garenne   », né le 14 octobre 1798 à Torcy en Seine-et-Marne et exécuté le 28 novembre 1867  à Paris, était un criminel français, coupable de meurtres et d'actes de barbarie sur deux personnes. Il est resté connu pour son mot : « Messieurs, n'avouez jamais ! N'avouez jamais ! ».

## Biographie

### Jeunesse
Jean-Charles-Alphonse Avinain est né le 14 octobre 1798 à Torcy. Il a été soldat et s'est distingué par deux fois. La première fois, il s'est battu courageusement contre les Cosaques à l'âge de quinze ans lors de l'invasion de la France par les troupes alliées. La deuxième fois, pendant la campagne d'Espagne en 1823. 
Il exerçait le métier de boucher, mais Avinain s'était reconverti dans les larcins qui lui valurent  pas moins de six condamnations. Pendant sa détention à la maison centrale de Melun, il avait aidé aux autopsies et ainsi appris véritablement la dissection. Il fit un séjour dans la sinistre Île du Diable qu'allait connaître quelques décennies plus tard le capitaine Dreyfus. Après 18 ans passés au bagne de Cayenne, il revient en Île-de-France début 1867 à l'âge de 68 ans, il avait échoué aux Batignolles, au foyer modeste où vivaient sa femme et sa fille. Celles-ci l'avaient accueilli, habillé et entretenu.
Il ne faisait rien de la journée. Excédées, sa femme et sa fille lui suggèrent alors d'utiliser son intelligence et sa force à de meilleures fins. Il annonce qu'il va se lancer dans le commerce des fourrages. Sa fille : « Avec quel argent? ». Il lui répondit que : « À la Guyane, j'ai vendu pendant deux ans le vin que je gagnais et de plus, j'ai trouvé un magot de 1700 francs, caché près de la case d'un politique qui est mort à l'île du Diable. L'argent était en espèces sonnantes mais une vivandière me l'a changé pour des billets de banque ». Or cet argent n'existait pas. 
Sous de faux états-civils associant ses prénoms, il avait loué des locaux aux bords de la Seine, à Levallois-Perret puis à Courbevoie. L'homme avait trouvé une astuce qui lui permettait de louer pour quelques jours sans bourse délier grâce à des conventions de bail provisoire. 

### Carrière de meurtrier
Dès janvier 1867, il loue sous un faux nom, dans le quartier de l'avenue Montaigne, cité  Godot-de-Mauroy (rue du Boccador), un entrepôt pour décharger sa première charrette. Celle-ci est achetée au matin du 12 mars, pour 50 francs, sur le marché de Charenton, à un nommé Lucien Leconte. Avinain retarde si bien les manœuvres qu'après le déchargement, au moment de payer, il annonce qu'il n'a pas toute la somme sur lui et qu'il faut attendre le lendemain matin. Il n'y a qu'à passer la nuit là... Mais Leconte se méfie si bien qu'il ne ferme pas l'œil. Avinain n'ose pas se jeter sur lui et le voici qui, à la première heure, prend la poudre d'escampette au prétexte d'aller chercher les billets manquants. 
Tout est à recommencer. Le 16 mars 1867, Avinain est vu par plusieurs témoins, achetant au marché de la Chapelle un chargement de cent bottes de foin et trois cents bottes de paille à un jeune marchand de grain de Croissy-Beaubourg qui s'appelait Isidore Vincent et c'est dans la maison louée à Courbevoie qu'il l'assassine, dépece sa victime et vole son chargement de paille et de foin. 
Le 19 mars 1867, sur les bords de la Seine du côté d'Argenteuil, des ouvriers aperçoivent le tronc d'un corps humain dont on ne retrouvera ni la tête ni les membres. Le médecin qui se charge de l'autopsie, le docteur Maurice, ne relève aucun signe permettant d'identifier la victime. En revanche, il est formel sur un point, celui qui a dépecé le cadavre est un boucher. 
Le docteur Maurice transmet par ailleurs ses conclusions à la police impériale : le tronc appartient à un individu de sexe masculin âgé de vingt-cinq ans ; il a été immergé à une quinzaine de kilomètres en aval ; la mort remonte à trois jours et est vraisemblablement due à une strangulation accomplie quatre ou cinq heures après le dernier repas. Nantie de ces précieux renseignements, la police lance ses plus fins limiers sur la piste de l'assassin.
Le 26 juin au matin, un vieil homme nommé Duguet s'est rendu au marché de La Chapelle avec une charrette chargée de fourrage, tirée par un cheval blanc. Avinain l'a abordé pour acheter sa marchandise et après le marché ils sont repartis ensemble en direction de Levallois-Perret. À Levallois, ils avaient remisé la carriole puis s'en étaient allés manger la soupe au restaurant Mathon puis boire du vin au débit Béguinot. Après, ils ont été vus se promener sur les bords de la Seine. Avinain après une journée fort arrosée a convaincu le père Duguet d'accepter son hospitalité pour la nuit. Et c'est pendant son sommeil qu'Avinain a assassiné le vieux Duguet de dix-sept coups de marteau.

### L'enquête
Le 28 juin 1867, dans la Seine, du côté de Saint-Ouen, on découvre un tronc mutilé. Et quelques jours plus tard, on retrouve les bras et les jambes puis la tête du cadavre. Le doyen de la Faculté de médecine, le professeur Auguste Ambroise Tardieu, est chargé de procéder à l'autopsie. Ses conclusions rejoignent pour une large part celles du docteur Maurice : mort par strangulation plus coups violents portés à la tête avec un objet contondant vraisemblablement pendant le sommeil de la victime et dépeçage. Quelques jours après la découverte, on identifie la victime, il s'agit d'un homme de soixante-quinze ans du nom de Duguet, cultivateur à Longperrier en Seine-et-Marne.
On retrouva le cheval blanc et la voiture de la victime: la bête avait été vendue quatre cents francs à un dénommé Juquin ; la voiture, quarante francs à un serrurier-charron, par un certain Jean Charles, marchand de fourrages, habitant route d'Asnières au 39 cité des Chasseurs. Les enquêteurs se rendent à cette adresse et y découvrent, et les témoins sont formels, l'homme aperçu avec le père Duguet. Avinain prend la fuite par les égouts, mais il est capturé à la sortie par la Police.
Les perquisitions commencent. À Levallois-Perret, on retrouve des traces de sang et du fourrage appartenant au père Duguet sans aucun doute. Malgré les charges accablantes, Avinain nie, cependant, le juge d'instruction Henriquez le confond. Les autorités lui promettent la grâce impériale seulement s’il reconnaît ses crimes. Et il finit par avouer.

### Le procès
Le 23 octobre 1867, Avinain comparait devant les Assises de la Seine, vêtu d'une redingote noire et d'un plastron de chemise blanc. Il est défendu par maître Massoni.
À l'audience du 26 octobre 1867, l'avocat général s'adressa en ces termes aux jurés : « S'il y avait, dans cette salle, un de ces philosophes humanitaires qui doutent de l'efficacité de la peine de mort, je lui demanderais de regarder l'homme qui se débat sur ce banc, cet homme qui attache toute son espérance à un châtiment perpétuel et s'épuise en vains efforts pour obtenir une peine qui lui laisse la vie. Que cet épouvantable scélérat soit traité sans pitié. Je déclare hautement que j'entends réclamer ma part de responsabilité dans le verdict inflexible que vous allez rendre ».  
Le président des Assises, le conseiller Charles Berriat-Saint-Prix (1802-1870) fait la déclaration suivante : « Messieurs les jurés... je ne peux pas vous laisser croire que, même si vous écartiez la préméditation, Avinain n'encourrait pas la mort. Sachez en effet qu'aux termes de l'article 304 du Code pénal, le meurtre emporte le châtiment suprême, lorsqu'il a eu pour objet (...) de préparer, faciliter ou exécuter un simple délit, par exemple celui de vol ».  
Le procureur et le président des Assises attirent l'attention du garde des Sceaux sur « la perversité incurable du condamné et l'atrocité de ses crimes ». Maître Massoni a beau écrire le 23 novembre à Napoléon III et Avinain lui-même adresser une supplique à l'empereur, rien n'y fera : la date de l'exécution est fixée au 27 novembre 1867.

### L'exécution
Avinain repousse avec violence l’abbé Crozes, l'aumônier du dépôt des condamnés de la prison de la Roquette. Avinain lui dit : « Vous perdez votre temps, je ne crois pas à vos simagrées ».
Le 28 novembre 1867, l'exécution a lieu au rond-point de la Roquette, entre le dépôt des condamnés et la prison des femmes. L'exécuteur est Jean-François Heidenreich, « un colosse, célibataire et qui a la tournure d'un officier avec les cheveux coupés en brosse, les favoris courts (...) sanglé dans une redingote ». La foule qui vient assister à l'exécution ne verra pas grand chose : trop de brouillard. Pour cette raison, le montage de la guillotine s'est fait à la lueur d'une batterie de torches. Pendant ce temps, Antoine Claude, le chef de la Sûreté, est parti réveiller Avinain.
On lui passe ses vêtements et il vide d'un trait le verre de vin que lui tend l'aumônier de la prison. Après vingt jours de résistance face à l'homme d'Église, Avinain finit par se confesser. Il remercie monsieur Claude pour ses égards, lance : « Le monde m'a traité trop mal pour que je regrette de le quitter. Je suis un homme et mourrai en homme ». Cela ne l'empêche pas de se débattre avec Heidenreich en l'insultant mais il est vite maîtrisé. 
Avinain soigne néanmoins sa sortie. Aux soldats qui font la haie, il crie : « Adieu, enfants de la patrie ! ». Et sur la plateforme de la guillotine, face à une foule qu'il ne voit pas, il lance ce mot : « Messieurs, n'avouez jamais ! N'avouez jamais ! ».

## Description
« Il n'était plus jeune mais il semblait solidement musclé. La lèvre rase, le nez pointu, le visage glabre, le front dénudé, quelques touffes de cheveux gris aux tempes, il n'eût pas manqué d'une certaine distinction, sans son œil clignotant et faux, profondément enfoncé dans l'orbite sous d'épais sourcils noirs[réf. nécessaire]. »

## Postérité
La dernière phrase d'Avinain est restée célèbre : « N'avouez jamais ! »,. Elle est largement reprise ou détournée.
Dans le roman érotique de Guillaume Apollinaire Les Onze Mille Verges, on peut lire ce verset :
Tes mains introduiront mon beau membre asinin

Dans le sacré bordel ouvert entre tes cuisses

Et je veux t’avouer, en dépit d’Avinain,

Que me fait ton amour pourvu que tu jouisses !

Pour le célèbre avocat René Floriot : 

« "N'avouez jamais" est un conseil néfaste en justice, mais toujours excellent en amour. »